# トビアス・サナ
トビアス・ティグジャニ・サナ（Tobias Tigjani Sana, 1989年7月11日 - ）は、スウェーデン・ヨーテボリ出身のサッカー選手。BKヘッケン所属。ポジションはFW、MF。元スウェーデン代表。

## 経歴

### クラブ

#### スウェーデン
マリーホルムズBoIKとヴェストラ・フレルンダIFの下部組織を経て、同じヨーテボリを拠点とするライバルのクヴィーディングFIFへ移籍。2008年にスーペルエッタンでプロデビューし、同年は22試合2得点を記録した。翌年は、同じ街を拠点とするIFKヨーテボリへ移籍し、2012年末までの契約を結んだ。2009年のシーズン開幕戦でアルスヴェンスカンデビューを果たしたが、主力の座を掴むことは出来ず。5試合に出場した後は契約条項に則り、夏にクヴィーディングへ復帰するもクラブは降格した。
ヨナス・オルソンとステファン・レーンの2頭体制のヨーテボリに復帰すると1年目は主に控えだったが、2011年の開幕戦の先発にラグナル・シグルズソン、トビアス・ヒーセン、アンドレアス・ドルッゲ、カール・スヴェンソンらと共に名を連ねて以降、主力の座を勝ち取り26試合に出場。クラブはシーズンを7位で終えた。2012年にミカエル・スターレ新監督就任以降も変わらず主力を務め前半戦の殆どに出場していたが、クラブは残留争いに巻き込まれた。

#### アヤックス
2012年8月1日にフランク・デ・ブール監督率いるオランダの名門アヤックス・アムステルダムへ3年契約で加入し、入団会見の際にパトリック・クライファートとズラタン・イブラヒモヴィッチが自身のアイドルと語った。開幕戦のAZアルクマール戦(2-2)でラセ・シェーネと交代でリーグ戦初出場を飾り、19日のNECナイメヘン戦(6-1)で初先発出場。2得点を決めマン・オブ・ザ・マッチに選出される活躍を見せ、監督の期待に応えた。同試合から、UEFAチャンピオンズリーグ 2012-13初戦のブンデスリーガ王者ボルシア・ドルトムント戦（0-1）まで右WGとして先発出場した。

#### マルメ
2015年1月14日、母国のマルメFFに4年契約で移籍することが発表された。

#### AGF
2017年7月8日、デンマーク・スーペルリーガのオーフスGFに3年契約で移籍。背番号11のユニフォームを着用する。

### IFKヨーテボリ
2019年8月10日、IFKヨーテボリに加入し、3年契約を交わした。1シーズン目からレギュラーとして活躍し、2021シーズンはリーグ戦全30試合中29試合に出場して7得点5アシストという成績を残した。
2022シーズンが開幕した後の2022年5月19日、クラブの規律違反が理由で契約を解除された。

### 代表
2012年4月にブルキナファソサッカー協会による同国代表招集への関心を報道され、自身はこれを光栄に思いながらも生まれ育ったスウェーデンでプレーしたいと語った。また、その時点ではまだブルキナファソのパスポートを所持していなかった。
アヤックスでの好調なプレーからスウェーデン代表に招集される。その際にメディアから、どのアンダーカテゴリーで出場していないにもかかわらずA代表に辿り着いたことをクローズアップされた。
エリック・ハムレーン監督の下、2012年10月16日のドイツとの2014 FIFAワールドカップ・ヨーロッパ予選で0-4というビハインドの中3得点を返したところで、更に攻勢を強めるためセバスティアン・ラーションに代わり78分からピッチに投入される。代表初出場となったこの試合は、アディショナルタイムにラスムス・エルムがゴールを記録し4-4の引き分けとなった。

### 私生活
スウェーデン人の母親とブルキナファソ人の父親の下、スウェーデンで生まれた。異母兄弟のムバ (Muba)（1997年8月30日ガーナ生まれ）もサッカー選手として活動。2012年夏にIKゼニスのU-14チームからBKヘッケンでプレーしている。

## タイトル
アヤックス
- エールディヴィジ : 2012-13, 2013-14
- ヨハン・クライフ・スハール : 2013

マルメ
- アルスヴェンスカン : 2016

ヨーテボリ
- スウェーデンカップ : 2019-20

BKヘッケン
- アルスヴェンスカン : 2022